# Classe Laxen
La classe Laxen (« Saumon » en suédois) était une classe de sous-marins de la marine royale suédoise qui a été construite au chantier naval de Karlskrona et livrée en 1915. C’étaient en grande partie les mêmes bateaux que les Ub No 2 à Ub No 4, mais avec un intérieur modifié et des détails mineurs sur la coque et le pont. C’étaient des bateaux excellents et fiables pour leur époque et de haute qualité. L’armement était le même que celui des prédécesseurs. Ils ont été mis hors service en 1935 après un long service d’entraînement pour les équipages de sous-marins. Les bateaux étaient encore aux chantiers navals jusqu’en 1942.

## Navires de la classe
| Nom               | Chantier naval   | Lancement | Commission      | Destin                                |
| ----------------- | ---------------- | --------- | --------------- | ------------------------------------- |
| HMS Laxen (1914)  | Karlskronavarvet | 1914      | 22 février 1915 | radié de la liste des navires en 1935 |
| HMS Gäddan (1915) | Karlskronavarvet | 1915      | 14 avril 1915   | radié de la liste des navires en 1935 |